# Hellbach (Diemel)
Der Hellbach ist ein kleiner linker Zufluss der Diemel im Teilort Scherfede der Gemeinde Warburg im Kreis Höxter in Nordrhein-Westfalen.

## Geographie
Der Hellbach entsteht im Ort Scherfede nahe dem Kindergarten aus dem Zusammenfluss seines rechten Oberlaufs Springbach und seines etwas längeren linken Oberlaufs Ziegelbach. Diese Quellbäche entspringen an den südwestlichen bzw. südöstlichen Flanken des Hellberg-Scheffelberg. Nachdem der Bach rund 900 Meter südsüdostwärts durch den Ort gelaufen ist, fließt er nach Unterqueren der Obere Ruhrtalbahn noch weitere etwa 230 Meter verrohrt in selber Richtung durch das Scherfeder Gewerbegebiet und mündet dann kurz vor dem Flusswehr von links in die Diemel.

## Geschichte
Teile der Königskette des örtlichen Schützenvereins, die 1976 gestohlen worden waren, wurden 2010 im Hellbach wiederentdeckt.